# 凱氏羊舌鮃
凱氏羊舌鮃為輻鰭魚綱鰈形目鰈亞目鮃科的其中一種，為亞熱帶海水魚，分布於地中海及黑海海域，棲息深度20-350公尺，體長可達10公分，棲息在底層水域，生活習性不明。